# Штраусс, Льюис
Льюис Лихтенштейн Штраусс (англ. Lewis Lichtenstein Strauss; 31 января 1896, Чарлстон, Западная Виргиния, США — 21 января 1974) — американский бизнесмен, филантроп и морской офицер, два срока проработавший в Комиссии по атомной энергии США (второй срок в качестве председателя). Сыграл важную роль в разработке ядерного оружия, ядерной энергетической политике США и развитии ядерной энергетики. В 1920-х — 1930-х годах заработал состояние в качестве инвестиционного банкира. Был членом исполнительного комитета Американского еврейского комитета и ряда других еврейских организаций, пытался изменить политику США, чтобы принять больше беженцев из нацистской Германии, но потерпел в этом неудачу.
Во время Второй мировой войны Штраусс служил во флоте, получил звание контр-адмирала. Участвовал в создании Комиссии по атомной энергии США в начале холодной войны, подчеркивал необходимость защиты атомных секретов страны, опережения атомных разработок в Советском Союзе. Был решительным сторонником разработки водородной бомбы. На посту председателя Комиссии призывал к мирному использованию атомной энергии; сделал опрометчивый прогноз о том, что благодаря атому электроэнергия станет «слишком дешёвой для учета». Считается, что Штраусс был инициатором широко известных слушаний о лишении допуска к секретной работе Роберта Оппенгеймера. В 1959 году президент США Дуайт Эйзенхауэр выдвинул Штраусса на пост министра торговли, но после долгих и публичных слушаний Сенат не утвердил его назначение — в том числе из-за его роли в этих слушаниях.
В 1962 году Штраусс опубликовал книгу мемуаров, «Люди и решения». Она 15 недель держалась в списке бестселлеров New York Times, поднявшись до пятой позиции в разделе «Документальная литература».
В фильме Кристофера Нолана «Оппенгеймер» (2023) Штраусса сыграл Роберт Дауни-младший, получивший за это «Оскар» как лучший актёр второго плана.